# 케이바르 셰칸

케이바르 셰칸

케이바르 셰칸(Kheibar Shekan)은 이란의 중거리 지대지 탄도 미사일이다.

## 이름
Kheibar Shekan은 유대인들이 거주했고 628년에 무함마드가 이끄는 무슬림에게 공격을 받아 정복당한 메디나 근처의 카이바르(Khaybar) 요새를 암시한다. 'Shekan'은 문맥상 '파괴자' 또는 '파괴자'를 의미한다.

## 역사
이란 미사일의 3세대이며 이란 혁명 43주년을 맞아 이란 군 사령관이 참석한 행사에서 2022년에 공개되었다.
미사일은 고체 연료로 추진되며 탄두는 최종 단계에서 기동하여 방공망을 회피할 수 있다.
사거리는 1,450km(900마일)이다.

## 같이 보기
- 2024년 10월 이란의 이스라엘 공습